# Ngiwal
Ngiwal ist ein administrativer „Staat“ (eine Verwaltungseinheit) der pazifischen Inselrepublik Palau. Der aus den Dörfern (hamlets) Ngelau, dem Hauptort Ngercheluuk und Ngermechau  bestehende 16 km² große Teilstaat liegt im Osten der Hauptinsel Babeldaob. Im Jahr 2020 lebten dort 312 Menschen.